# 호모 사피엔스
사람 혹은 호모 사피엔스(Homo sapiens)는 유일하게 현존하는 인류이다. 그 이름은 "슬기로운 사람"의 라틴어로 1758년에 칼 폰 린네가 고안했다. 호모 종의 멸종된 종에는 호모 에렉투스(약 200만 년에서 10만 년 전 사이에 살았음)와 많은 다른 종이 있다. 호모 사피엔스 이달투는 호모 사피엔스의 멸종된 아종이다.
기원은 원래 아프리카에서 유래되어 세계 각지로 퍼졌을 것이라는 아프리카 단일기원설과 고인류가 전세계로 퍼진 이후 제각각 현인류로 진화했을 것이라는 다지역 기원설이 대립하였었으나, 현대에는 전자가 많은 연구에 의해 뒷받침됨으로써 아프리카 단일기원설이 사실일 것으로 추정된다. 한편 고대에 네안데르탈인과 데니소바인 등 다른 인류 종과의 혼혈 또한 제한적으로나마 이루어진 적이 있다는 것이 최근 연구를 통해 드러났다.
네안데르탈인을 호모 사피엔스의 아종인 호모 사피엔스 네안데르탈렌시스(H. s. neanderthalensis)로 보고 현생 인류를 그와는 다른 아종으로 보아 구분하기 위해 호모 사피엔스 사피엔스(H. s. sapiens)라는 아종명으로 부르는 경우가 있다. 현재는 대부분 네안데르탈인을 별개 종인 호모 네안데르탈렌시스(H. neanderthalensis)로 보아 굳이 현생 인류를 아종으로 분류하지 않는 경우가 많다.
과거에 아종으로 분류했던 호모 사피엔스 이달투도 현재는 그냥 호모 사피엔스로 분류되므로, 현재 호모 사피엔스 종에 아종은 없다.
호모 사피엔스의 탄생에 돼지와의 잡종이 기여했다고 보는 유전학자도 있다.

## 부계 거주
침팬지와 보노보는 사춘기 암컷이 새로운 무리로 이동하여 부계 거주 형태를 보인다. 미토콘드리아 DNA (mtDNA)와 Y 염색체 차이 분석 결과,
호모 사피엔스 사회의 많은 집단에서 부계 지역성 양식이 나타난다. mtDNA는 모계 유전인데 집단간 유전 다양성 높고, Y‑염색체는 부계 유전인데 다양성이 낮다. 이 때문에 남성이 현 집단에 남고, 여성이 다른 집단에서 유입되었다고 해석된다.

## 같이 보기
- 인류의 진화
- 사람속
- 호모 사피엔스 이달투
- 데니소바인